# USS Haggard (DD-555)
USS Haggard (DD-555) là một tàu khu trục lớp Fletcher được Hải quân Hoa Kỳ chế tạo trong Chiến tranh Thế giới thứ hai. Nó là chiếc tàu chiến duy nhất của Hải quân Mỹ được đặt theo tên Thomas Haggard, hạm trưởng chiếc Louisa từng tham gia cuộc Chiến tranh Quasi. Nó hoạt động cho đến gần cuối Thế Chiến II, bị máy bay tấn công cảm tử Kamikaze gây hư hại nặng ngoài khơi Okinawa vào tháng 4 năm 1945. Quay trở về Hoa Kỳ, nó không được sửa chữa và bị tháo dỡ sau đó. Nó được tặng thưởng mười hai Ngôi sao Chiến trận do thành tích phục vụ trong Thế Chiến II.

## Thiết kế và chế tạo
Haggard được đặt lườn tại xưởng tàu của hãng Seattle-Tacoma Shipbuilding Corporation ở Seattle, Washington vào ngày 27 tháng 3 năm 1942. Nó được hạ thủy vào ngày 9 tháng 2 năm 1943; được đỡ đầu bởi bà E. B. McKinney; và nhập biên chế vào ngày 31 tháng 8 năm 1943 dưới quyền chỉ huy của Hạm trưởng, Trung tá Hải quân D. A. Harris.

## Lịch sử hoạt động
Haggard lên đường cho chuyến đi chạy thử máy huấn luyện ngoài khơi bờ biển California vào ngày 29 tháng 9 năm 1943, và sau khi hoàn tất nó khởi hành từ Seattle vào ngày 24 tháng 11 để đi Trân Châu Cảng. Đến nơi vào ngày 30 tháng 11, nó trải qua hai tháng tiếp theo thực hành chiến thuật cùng các tàu khu trục khác tại vùng biển quần đảo Hawaii.

### Trung tâm Thái Bình Dương
Hoạt động tác chiến đầu tiên của Haggard là trong Chiến dịch quần đảo Gilbert và Marshall, khi nó khởi hành vào ngày 22 tháng 1 năm 1944 hướng đến quần đảo Marshall, hỗ trợ cho cuộc đổ bộ lên Majuro không bị kháng cự vào ngày 31 tháng 1, rồi hướng đến đảo san hô Kwajalein. Chiếm lấy vị trí bắn phá bên trong vũng biển vào ngày 2 tháng 2, nó bắn pháo hỗ trợ cho lực lượng Thủy quân Lục chiến đổ bộ, cho đến khi hòn đảo được bình định 3 ngày sau đó. Sau đó chiếc tàu khu trục tuần tra và hộ tống vận tải tại khu vực Kwajalein, cho đến khi nó lên đường đi Engebi, đảo san hô Eniwetok trong các ngày 17-19 tháng 2. Tại đây, nó cung cấp hỏa lực hỗ trợ gần bằng các khẩu pháo 5 inch, giúp bình định Eniwetok. Sau khi quần đảo Marshall nằm trong tay lực lượng Đồng Minh, con tàu đi đến Espiritu Santo, New Hebrides vào ngày 7 tháng 3.
Trong những tháng tiếp theo sau, Haggard hoạt động cùng Đệ Tam hạm đội tại khu vực New Guinea-quần đảo Solomon. Nó làm nhiệm vụ tuần tra trinh sát, hộ tống vận tải và bảo vệ cho các tàu sân bay hộ tống, xen kẻ với hoạt động phối hợp cùng các tàu quét mìn, và bảo vệ cho một hoạt động rải mìn vào ngày 9 tháng 5 tại vùng biển Solomon, nơi nó chỉ cách bãi biển do quân Nhật chiếm giữ trong eo biển Buka không đầy 800 yd (730 m). Trong đêm 16-17 tháng 5, chiếc tàu khu trục tuần tra cùng với Franks (DD-554) và Johnston (DD-557) khi nó bắt được một tín hiệu dưới nước. Việc phối hợp tấn công bằng mìn sâu của cả ba con tàu đã đánh chìm chiếc tàu ngầm Nhật Bản I-176.
Haggard gia nhập Đệ Ngũ hạm đội tại Eniwetok vào ngày 21 tháng 5 để chuẩn bị cho Chiến dịch Mariana. Nó rời Eniwetok vào ngày 8 tháng 7, đi đến Guam cùng các thiết giáp hạm Pennsylvania (BB-38) và New Mexico (BB-40) cùng các đơn vị hạm đội khác vào ngày 17 tháng 7, bắt đầu một cuộc bắn phá chuẩn bị xuống các bãi đổ bộ. Khi lực lượng Thủy quân Lục chiến đổ bộ lên Guam vào ngày 21 tháng 7, chiếc tàu khu trục đã tiếp cận gần bờ để bắn pháo hỗ trợ cho lực lượng trên bờ.
Mục tiêu của chiến dịch đổ bộ tiếp theo tại Thái Bình Dương là quần đảo Palau, cần thiết như một căn cứ không lực và tập trung lực lượng cho các hoạt động tấn công tiếp theo. Haggard rút lui từ Guam về Espiritu Santo vào ngày 24 tháng 8, rồi gia nhập Đội tàu sân bay hộ tống phía Tây ngoài khơi quần đảo Solomon vào ngày 4 tháng 9. Trong cuộc đổ bộ lên Peleliu vào ngày 15 tháng 9, nó hộ tống cho các tàu sân bay khi họ ném bom và hỗ trợ gần mặt đất cho binh lính Thủy quân Lục chiến trên bờ. Máy bay của đội đặc nhiệm cũng ném bom Ulithi trước khi các con tàu quay trở về cảng Seeadler thuộc đảo Manus vào ngày 1 tháng 10.

### Philippines
Hoạt động tiếp theo của Haggard là trong chiến dịch nhằm tái chiếm Philippines. Nó được phân về một đội đặc nhiệm tàu sân bay hộ tống ngoài khơi Samar để hỗ trợ cho cuộc đổ bộ lên đảo Leyte. Trong cuộc chiến tiếp theo từ ngày 23 đến ngày 25 tháng 10, nó nằm trong thành phần Đơn vị Đặc nhiệm 77.4.2 ("Taffy 2") dưới quyền Chuẩn đô đốc Felix Stump, và đã tham gia Trận chiến ngoài khơi Samar. Họ hoàn toàn bị bất ngờ vào sáng ngày 25 tháng 10, khi Lực lượng Trung tâm Nhật Bản, bao gồm các tàu chiến hạng nặng dưới quyền Phó đô đốc Takeo Kurita, xuất hiện hướng về các bãi đổ bộ trong vịnh Leyte. Trong khi các tàu sân bay hộ tống thuộc Đơn vị Đặc nhiệm 77.4.3 ("Taffy 3") rút lui hết tốc độ, các tàu khu trục hộ tống, bao gồm Hoel (DD-533), Heermann (DD-532) và Johnston, đã tấn công hạm đội Nhật Bản ở cự ly gần, đồng thời máy bay từ cả hai nhóm tàu sân bay đã tấn công liên tục, với hy vọng phân tán lực lượng Nhật Bản áp đảo và cho phép các đơn vị hạng nhẹ Hoa Kỳ rút lui. Haggard ở vào vị trí phía cuối các tàu sân bay để bảo vệ chúng, và đã chịu đựng nhiều phát đạn pháo hạng nặng bắn suýt trúng từ hạm đội Nhật. Cho dù hai tàu sân bay hộ tống và ba tàu khu trục đã bị đánh chìm, sự phản công đã cứu thoát lực lượng nhỏ bé của Hoa Kỳ và gây thiệt hại cho lực lượng tấn công. Đô đốc Kurita đã không tiến vào vịnh Leyte và quyết định rút lui về phía Bắc.
Haggard tiếp tục ở lại cùng các đội đặc nhiệm tàu sân bay hộ tống suốt tháng 11, tiến hành hoạt động không lực hỗ trợ cho chiến dịch Philippines. Sau một chặng nghỉ ngắn tại Ulithi từ ngày 25 tháng 11 đến ngày 10 tháng 12, nó gia nhập Lực lượng Đặc nhiệm 38 để hỗ trợ cho cuộc đổ bộ lên Luzon. Sau đó từ ngày 10 đến ngày 20 tháng 1 năm 1945, Đệ Tam hạm đội dưới quyền Đô đốc William Halsey thực hiện một đợt xâm nhập vào Biển Đông. Được Haggard và các tàu khu trục khác hộ tống, các tàu sân bay đã tiến hành không kích Luzon, Đài Loan, Đông Dương thuộc Pháp và dọc theo bờ biển phía Nam Trung Quốc, phá hủy các sân bay và tàu bè đối phương.

### Nhật Bản
Haggard quay trở về Ulithi vào ngày 26 tháng 1 năm 1945, rồi lại lên đường không lâu sau đó cùng Đội đặc nhiệm 58.4 cho các cuộc không kích lên chính quốc Nhật Bản. Lên đường vào ngày 9 tháng 2, đội đặc nhiệm bao gồm các tàu sân bay Randolph (CV-15) và Yorktown (CV-10) đã tấn công xuống Tokyo vào các ngày 16 và 17 tháng 2, ngay trước khi diễn ra cuộc đổ bộ lên Iwo Jima. Đội đặc nhiệm của nó đã hỗ trợ trên không cho cuộc tấn công lên Iwo Jima cho đến khi quay trở về Ulithi vào ngày 4 tháng 3.
Khi các chiến dịch tại mặt trận Thái Bình Dương lên đến đỉnh điểm, Haggard lại lên đường cùng các tàu sân bay của Đệ Ngũ hạm đội dưới quyền Phó đô đốc Marc Mitscher. Trong các cuộc không kích xuống Honshū vào các ngày 18 và 19 tháng 3, máy bay tấn công tự sát Nhật Bản đã phản công lại lực lượng đặc nhiệm. Pháo thủ trên tàu khu trục đã bắn rơi nhiều máy bay cảm tử Kamikaze trong khi các tàu sân bay Franklin (CV-13) và Enterprise (CV-6) bị hư hại do bị đánh trúng. Sau khi được tiếp nhiên liệu ngoài biển, đội tàu sân bay nhanh di chuyển về hướng Okinawa vào ngày 22 tháng 3, nơi Haggard hoạt động như cột mốc radar canh phòng phía trước đội hình. Trước nữa đêm, nó phát hiện một tàu ngầm đối phương trên mặt biển qua màn hình radar, và sau khi đối thủ lặn xuống, nó đã tấn công bằng mìn sâu. Mười phút sau, chiếc tàu ngầm nổi lên mặt nước bên mạn trái của Haggard; Trung tá Hạm trưởng Soballe cho bẻ hết lái và mở hết tốc độ, húc thẳng vào đối thủ ngay giữa tàu, khiến chiếc tàu ngầm Nhật I-371 đắm chỉ trong vòng ba phút. Thủy thủ đoàn của Haggard tiến hành sửa chữa khẩn cấp mũi tàu bị hư hại, và nó rút lui về Ulithi vào ngày 25 tháng 3.
Sau khi hoàn tất sửa chữa, Haggard khởi hành từ Ulithi vào ngày 21 tháng 4, cùng thiết giáp hạm Iowa (BB-61) đổ hỗ trợ cho cuộc đổ bộ nhằm chiếm đóng Okinawa. Đảm nhiệm vai trò bảo vệ các tàu sân bay trong khu vực, chiếc tàu khu trục thường xuyên bị đe dọa bởi các cuộc không kích tự sát khi phía Nhật Bản ra sức đẩy lùi cuộc tấn công. Đang khi trên đường làm cột mốc canh phòng vào ngày 29 tháng 4, nó bị một chiếc Kamikaze tấn công bổ nhào bên mạn phải. Cho dù đã bị hỏa lực phòng không bắn nổ tung, chiếc máy bay vẫn đâm thủng một lổ gần mực nước và quả bom nó mang theo kích nổ trong phòng động cơ. Đang khi đối phó với nước tràn qua lổ hổng bên mạn tàu và bắt đầu nghiêng, con tàu bị một máy bay tự sát khác tấn công nhưng bị hỏa lực phòng không bắn rơi. Việc kiểm soát hư hỏng hiệu quả đã ngăn chặn ngập nước và con tàu tiếp tục nổi được; những người bị thương được chuyển sang tàu tuần dương hạng nhẹ San Diego (CL-53), và tàu khu trục Walker (DD-517) đã có mặt để kéo nó quay trở về Kerama Retto gần Okinawa, đến nơi vào ngày 1 tháng 5.
Bị ngăn trở bởi những cuộc không kích của đối phương hầu như liên tục, thủy thủ đoàn của Haggard cuối cùng vẫn hoàn tất việc sửa chữa, cho phép nó di chuyển bằng chính động lực của mình. Nó rời Kerama Retto vào ngày 18 tháng 6, đi ngang qua Saipan và Guam để về đến Trân Châu Cảng vào ngày 12 tháng 7. Con tàu tiếp tục đi ngang qua San Diego và kênh đào Panama, về đến Norfolk, Virginia vào ngày 5 tháng 8. Con tàu được cho xuất biên chế vào ngày 1 tháng 11 năm 1945, rồi bị tháo dỡ do những hư hại nặng trong chiến tranh.

## Phần thưởng
Haggard được tặng thưởng mười hai Ngôi sao Chiến trận do thành tích phục vụ trong Thế Chiến II.